# Sogukluk
De sogukluk is de overgangsruimte tussen de camekan en de hararet van een hamam. De temperatuur is er gemiddeld, doordat de hete lucht uit de hararet en de koele lucht uit de camekan bij elkaar komen. In deze ruimte bevinden zich vaak ook toiletten en douches, waar de baders zich kunnen afspoelen na het verlaten van de hararet.